# Dynów
Dynów (udtale: [ˈdɨnuf]); ukrainsk: Динів, latin: Dinoum, yiddish: דינאוו)  er en by i den sydlige centrale del af  Voivodskabet Nedrekarpater i det sydøstlige Polen.  Rzeszów  har 6.085(2021) indbyggere og et areal på 	24,41 km².  Den er en del af   powiatet (amt) Rzeszów.

## Historie
Dynów blev første gang nævnt i skriftlige kilder i 1423. På det tidspunkt tilhørte den sammen med andre landsbyer den adelige Kmita-familie fra Lillepolen. Dynów fik bycharter sandsynligvis før 1429 I 1448 blev det sæde for et romersk-katolsk sogn, men forblev en lille by beliggende i det Ruthenske Voivodeskab (en del af Røde Rutenien) i Kongeriget Polen.
I marts 1657 blev Dynów erobret af den transylvanske hær af Georg 2. Rákóczi, som brændte byen sammen med dens kirker og slot. I 1661 blev Dynów plyndret igen, denne gang af lejesoldater fra Mikolaj Ossolinski, som udkæmpede sin private krig med ejeren af Dynow, Olbracht Grochowski. I 1667 blev byen købt af Kastellanen af Przemyśl, Marcin Konstanty Krasicki.
Efter første deling af Polen (1772) blev Dynów annekteret af Habsburg-riget, og forblev i det Østrigske  Galicien indtil 1918. I anden halvdel af det 19. århundrede åbnede man her et bryggeri og et lille olieraffinaderi. De fleste af Dynóws beboere var håndværkere, herunder murere, tømrere og vævere. I 1904 blev en smalsporet jernbanelinje til Przeworsk færdig.

## Galleri
- St. Lawrence kirke
- Station for den smalsporede jernbanelinje
- King Władysław Jagiełło Monument
- Bankbygning Dynów